# Całka Riemanna

Całka jako „zorientowane pole pod wykresem”: wartością całki z rzeczywistej funkcji na przedziale jest pole powierzchni obszarów zaznaczonych na niebiesko pomniejszone o pole obszaru oznaczonego kolorem żółtym.

Całka Riemanna – pojęcie analizy matematycznej, zaliczane do całek oznaczonych, pozwalające całkować niektóre funkcje nieciągłe.
Nazwa pochodzi od niemieckiego matematyka Bernharda Riemanna, który przedstawił tę koncepcję w 1854 roku w swojej pracy habilitacyjnej pt. Über die Darstellbarkeit einer Funktion durch eine trigonometrische Reihe („O reprezentowalności funkcji przez szereg trygonometryczny”) na Uniwersytecie w Getyndze. Była to pierwsza ścisła definicja całki. Istnieje również całkowicie równoważna całce Riemanna konstrukcja całki Darboux, pochodząca od francuskiego matematyka Gastona Darboux, który wprowadził ją w swojej pracy z 1870 roku zatytułowanej Sur les équations aux dérivées partielles du second ordre („O równaniach różniczkowych cząstkowych drugiego rzędu”) i uzasadnił jej równoważność z całką Riemanna w 1875 roku w pracy pt. Mémoire sur la theorie des fonctions discontinues („Rozprawa o teorii funkcji nieciągłych”).
Głównymi zaletami całki Riemanna są intuicyjność, klarowność definicji i stosunkowa łatwość wprowadzenia wystarczające częstokroć do większości zastosowań praktycznych; konstrukcja Darboux wymaga nieco mniejszej liczby pojęć niezbędnych do jej przeprowadzenia, przez co stanowi atrakcyjną alternatywę dla konstrukcji Riemanna. Do zasadniczych wad tych całek należy względnie mała ilość funkcji całkowalnych, czy konieczność zbieżności jednostajnej ciągu funkcji przy zamianie operatorów granicy i całki, co znacząco zawęża zakres zastosowań teoretycznych. Istnieje wiele uogólnień tego pojęcia mających na celu pokonanie różnorakich jego ograniczeń.
W swej interpretacji geometrycznej na płaszczyźnie całka to operator przypisujący danej rzeczywistej funkcji ograniczonej określonej na przedziale (rzeczywistym) pewną liczbę rzeczywistą, którą można rozumieć jako pole powierzchni między jej wykresem a osią odciętych (pole zorientowane: jego znak zależy od znaku wartości funkcji) – istnienie i wartość tej liczby jest równoważne istnieniu i wartości tzw. miary Jordana wspomnianego obszaru (zob. Związek z miarą Jordana). Sama całka Riemanna, podobnie jak miara Jordana, uogólnia się wprost na przestrzenie euklidesowe dowolnego wymiaru, co opisano w osobnej sekcji.

## Konstrukcje

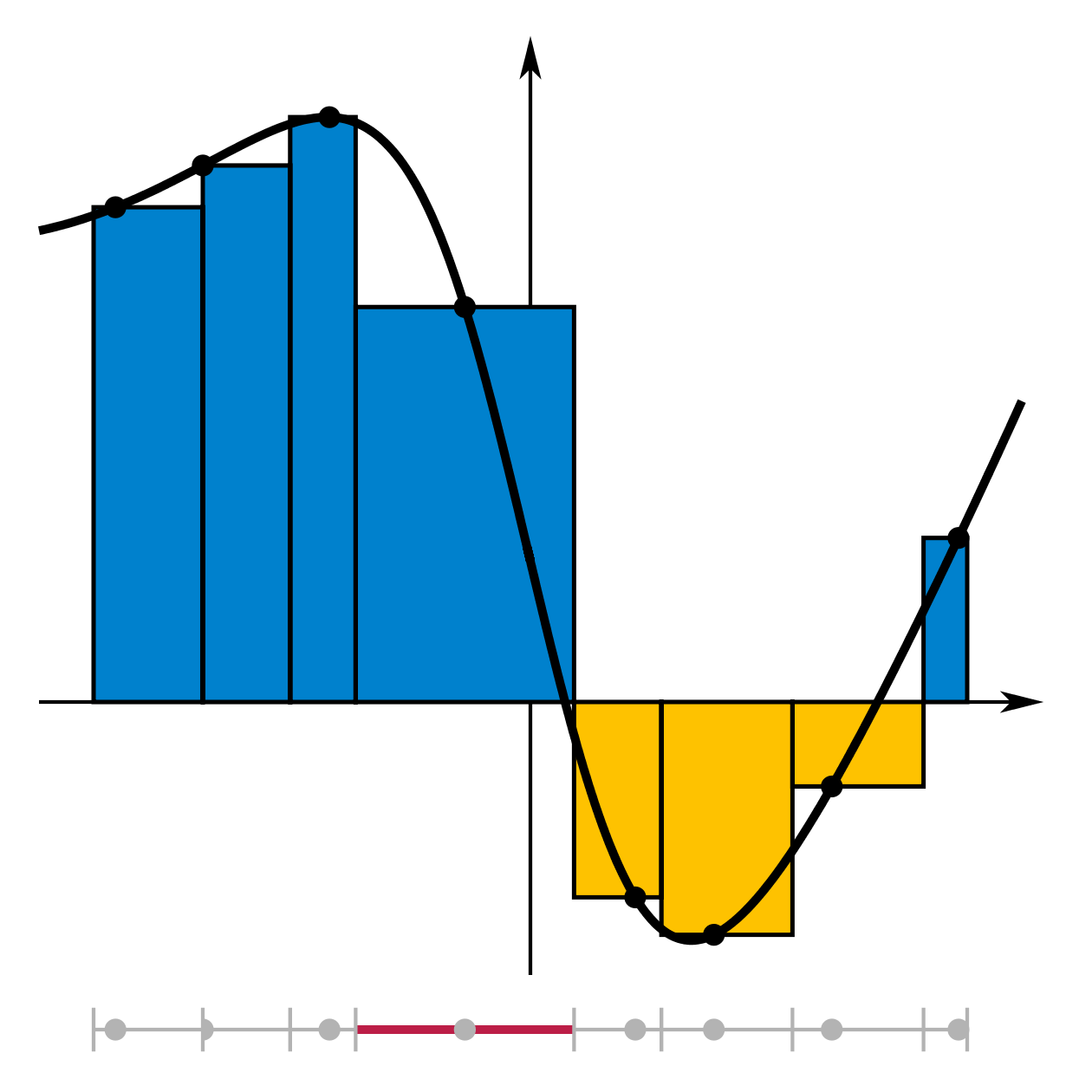
Przykładowa suma Riemanna z zaznaczonym nieregularnym podziałem z punktami pośrednimi; podprzedział o największej średnicy zaznaczono kolorem czerwonym.

### Podział przedziału
Podziałem {\displaystyle P} przedziału {\displaystyle [a,b]} nazywa się każdy (ściśle) rosnący ciąg skończony {\displaystyle (p_{0},\dots ,p_{n})} elementów nazywanych punktami podziału tego przedziału, w którym pierwszy i ostatni wyraz ciągu wskazują odpowiednio początek i koniec przedziału, tzn. {\displaystyle a=p_{0}<p_{1}<\dots <p_{n-1}<p_{n}=b.} W każdym z podprzedziałów podziału {\displaystyle P} można wyróżnić jeden element, nazywany punktem pośrednim: podział {\displaystyle P(q_{1},\dots ,q_{n})} z punktami pośrednimi {\displaystyle q_{1},\dots ,q_{n}} przedziału {\displaystyle [a,b]} można zdefiniować jako ciąg skończony {\displaystyle (p_{0},\dots ,p_{n},q_{1},\dots ,q_{n}),} dla którego {\displaystyle a=p_{0}<p_{1}<\dots <p_{n-1}<p_{n}=b} oraz {\displaystyle q_{i}\in P_{i}} dla {\displaystyle i=1,\dots ,n.} Każda para „sąsiednich” punktów podziału {\displaystyle (p_{i-1},p_{i})} wyznacza podprzedział {\displaystyle P_{i}=[p_{i-1},p_{i}]} o długości {\displaystyle |P_{i}|=\Delta p_{i}:=p_{i}-p_{i-1}} dla {\displaystyle i=1,\dots n.}
Podział {\displaystyle S} rozdrabnia (lub zagęszcza) podział {\displaystyle P,} jeżeli podział {\displaystyle P} jest podciągiem podziału {\displaystyle S,} tzn. dla każdego {\displaystyle i=1,\dots ,m} można wybrać {\displaystyle j_{i}=1,\dots ,n} tak, że {\displaystyle s_{i}=p_{j_{i}}.} Podobnie definiuje się rozdrobnienie (bądź zagęszczenie) podziału {\displaystyle P(q_{1},\dots ,q_{n})} przez podział {\displaystyle S(t_{1},\dots ,t_{n})} z jedynym zastrzeżeniem, by tak stare, jak i nowe punkty pośrednie należały do nowych podprzedziałów; tzn. dla każdego {\displaystyle i=1,\dots ,m} można było tak wybrać {\displaystyle j_{i}=1,\dots ,n,} by {\displaystyle r_{i}=p_{j_{i}}} oraz {\displaystyle t_{i}\in \{q_{j_{i}},\dots ,q_{j_{i+1}-1}\}.}
Równoważnie zamiast rozdrobnień (zagęszczeń) podziałów można rozpatrywać tzw. „ciągi normalne” podziałów. Średnicą podziału {\displaystyle P} nazywa się największą długość przedziału, {\displaystyle \mathrm {diam} \;P=\max _{i=1,\dots ,n}|P_{i}|.} Ciąg podziałów {\displaystyle (P^{k})} nazywa się normalnym, jeżeli {\displaystyle \mathrm {diam} \;P^{k}\to 0} dla {\displaystyle k\to \infty .}

### Całka Darboux

Sumy dolna i górna Darboux oznaczone odpowiednio kolorami zielonym i zielonym z lawendowym dla czterech podprzedziałów.

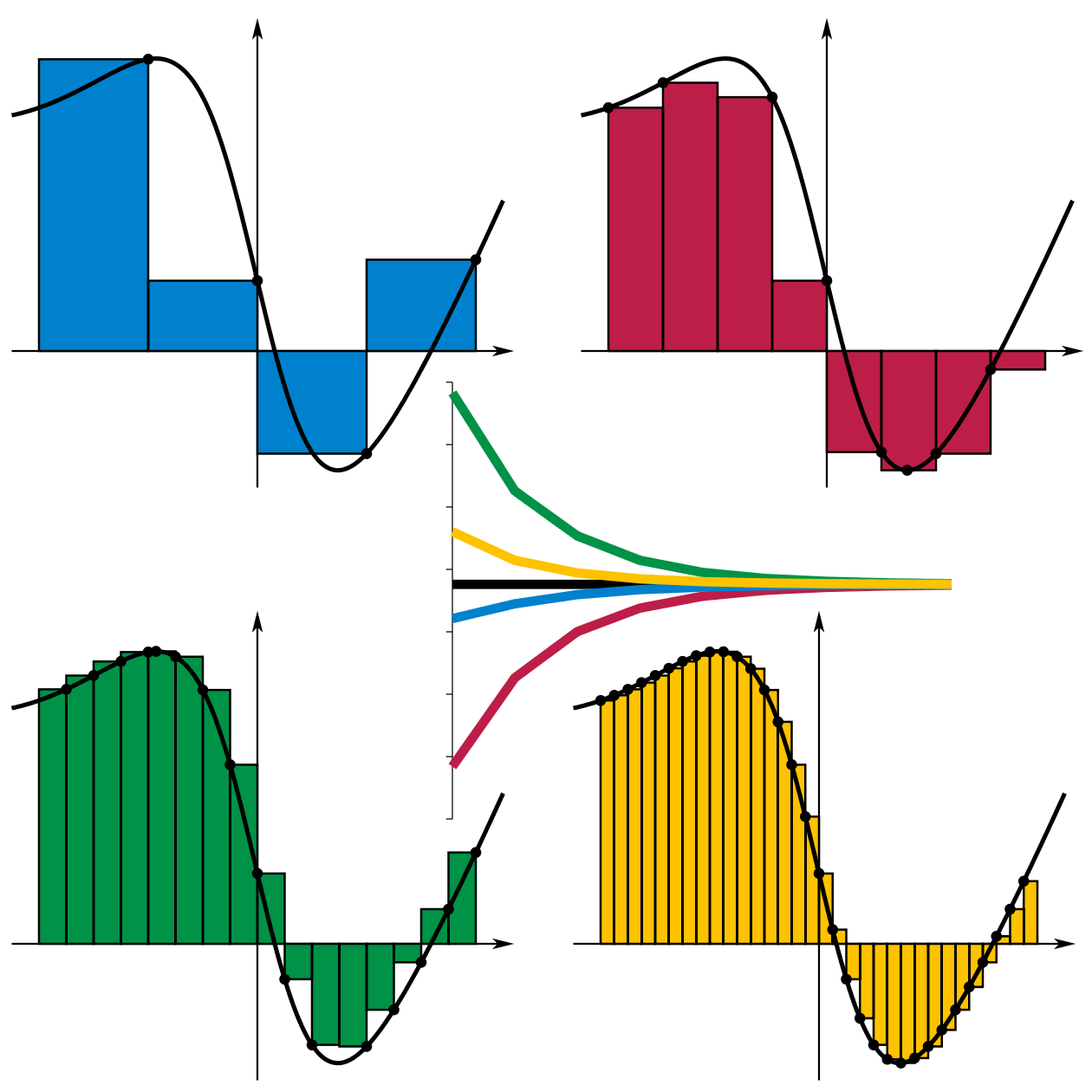
Przykład sum Riemanna przy wyborze punktu pośredniego w prawym końcu podprzedziału (niebieski), w wartości minimalnej (czerwony) i maksymalnej (zielony) funkcji w podprzedziale i lewego końca podprzedziału (żółty). Wartość wszystkich czterech przypadków zbliża się do 3,76 przy powiększaniu liczby podprzedziałów od 2 do 10 (w domyśle, również nieograniczenie).

Niech dana będzie funkcja ograniczona {\displaystyle f\colon [a,b]\to \mathbb {R} .} Kresy dolny i górny funkcji {\displaystyle f} w danym podprzedziale {\displaystyle P_{i}} podziału {\displaystyle P} przedziału {\displaystyle [a,b]} oznaczane będą odpowiednio symbolami
{\displaystyle m_{f,P_{i}}=\inf _{x\in P_{i}}f(x)\quad {\text{ oraz }}\quad M_{f,P_{i}}=\sup _{x\in P_{i}}f(x);}
różnicę tych liczb
{\displaystyle \omega _{f,P_{i}}=M_{f,P_{i}}-m_{f,P_{i}}}
nazywa się oscylacją funkcji {\displaystyle f} na przedziale {\displaystyle P_{i}.}
Odpowiednio sumą dolną i górną (Darboux) nazywa się liczby
{\displaystyle L_{f,P}=\sum _{i=1}^{n}m_{f,P_{i}}\cdot \Delta p_{i}\quad {\text{ oraz }}\quad U_{f,P}=\sum _{i=1}^{n}M_{f,P_{i}}\cdot \Delta p_{i}.}
Wielkości te umożliwiają zdefiniowanie całki dolnej i górnej (Darboux) funkcji {\displaystyle f} jako odpowiednio
{\displaystyle L_{f}=\sup {\big \{}L_{f,P}\colon P{\text{ jest podziałem }}[a,b]{\big \}}}
oraz
{\displaystyle U_{f}=\inf {\big \{}U_{f,P}\colon P{\text{ jest podziałem }}[a,b]{\big \}}.}
O funkcji {\displaystyle f} mówi się, że jest całkowalna w sensie Darboux lub krótko D-całkowalną, jeżeli {\displaystyle L_{f}=U_{f};} wówczas tę wspólną wartość {\displaystyle D_{f}} całki dolnej i górnej Darboux nazywa się po prostu całką Darboux.

### Całka Riemanna
Niech dana będzie funkcja ograniczona {\displaystyle f\colon [a,b]\to \mathbb {R} .} Sumą częściową (Riemanna) nazywa się liczbę
{\displaystyle R_{f,P(q_{1},\dots ,q_{n})}=\sum _{i=1}^{n}f(q_{i})\cdot \Delta p_{i}.}
Funkcję {\displaystyle f} nazywa się całkowalną w sensie Riemanna lub krótko R-całkowalną, jeśli dla dowolnego ciągu normalnego {\displaystyle (P^{k})} podziałów przedziału {\displaystyle [a,b],} istnieje (niezależna od wyboru punktów pośrednich) granica
{\displaystyle R_{f}=\lim _{k\to \infty }R_{f,P^{k}\left(q_{1}^{k},\dots ,q_{n_{k}}^{k}\right)}}
nazywana wtedy całką Riemanna tej funkcji. Równoważnie: jeżeli istnieje taka liczba {\displaystyle R_{f},} że dla dowolnej liczby rzeczywistej {\displaystyle \varepsilon >0} istnieje taka liczba rzeczywista {\displaystyle \delta >0,} że dla dowolnego podziału {\displaystyle P(q_{1},\dots ,q_{n})} o średnicy {\displaystyle \mathrm {diam} \;P(q_{1},\dots ,q_{n})<\delta ;} bądź też w języku rozdrobnień: że dla dowolnej liczby rzeczywistej {\displaystyle \varepsilon >0} istnieje taki podział {\displaystyle S(t_{1},\dots ,t_{m})} przedziału {\displaystyle [a,b],} że dla każdego podziału {\displaystyle P(q_{1},\dots ,q_{n})} rozdrabniającego {\displaystyle S(t_{1},\dots ,t_{m})} zachodzi
{\displaystyle \left|R_{f,P(q_{1},\dots ,q_{n})}-R_{f}\right|<\varepsilon .}
Funkcję {\displaystyle f} nazywa się wtedy całkowalną w sensie Riemanna (R-całkowalną), a liczbę {\displaystyle R_{f}} jej całką Riemanna.

### Równoważność

Po rozdrobnieniu podziału suma dolna zwiększa się, zaś suma górna zmniejsza się.

Jeżeli {\displaystyle P'} jest rozdrobnieniem {\displaystyle P,} to {\displaystyle U_{f,P}\geqslant U_{f,P'}} oraz {\displaystyle L_{f,P}\leqslant L_{f,P'}.} Jeżeli {\displaystyle P_{1},P_{2}} są dwoma podziałami przedziału {\displaystyle [a,b],} to istnieją ich rozdrobnienia {\displaystyle P_{1}'=P_{2}'} (podział złożony z punktów {\displaystyle P_{1}} i {\displaystyle P_{2}}), mamy więc {\displaystyle L_{f,P_{1}}\leqslant L_{f,P_{1}'}\leqslant U_{f,P_{2}'}\leqslant U_{f,P_{2}},} skąd {\displaystyle L_{f}\leqslant U_{f}.}
Sumy Riemanna funkcji zawsze leżą między odpowiadającymi im dolnymi i górnymi sumami Darboux, tzn. dla podziału z punktami pośrednimi {\displaystyle P(q_{1},\dots ,q_{n})} i odpowiadającego mu podziału {\displaystyle P} bez punktów pośrednich odcinka {\displaystyle [a,b]} zachodzi
{\displaystyle L_{f,P}\leqslant R_{f,P(q_{1},\dots ,q_{n})}\leqslant U_{f,P};}
więcej, są to kresy dolne i górne wartości {\displaystyle R_{f,P(q_{1},\dots ,q_{n})}} odpowiadającej podziałowi {\displaystyle P(q_{1},\dots ,q_{n})} z dowolnymi punktami pośrednimi.
Stąd jeżeli całka Darboux istnieje, tzn. {\displaystyle L_{f}=U_{f},} to istnieje również {\displaystyle R_{f}=D_{f},} tak więc
{\displaystyle U_{f,P}-L_{f,P}=\sum _{i=1}^{n}\omega _{f,P_{i}}\cdot \Delta p_{i}<\varepsilon }
dla dowolnego podziału {\displaystyle P,} pociąga całkowalność w sensie Riemanna. Nietrudno zauważyć, że istnieje podział z punktami pośrednimi, dla którego całka Riemanna ma wartość dowolnie bliską górnej i dolnej całce Darboux, co oznacza że z istnienia całki Riemanna wynika istnienie całki Darboux.

## Oznaczenia

Różne warianty typograficzne znaku całki – od lewej do prawej: symbolu pochylonego w prawo używa się przede wszystkim w krajach anglojęzycznych, symbol prosty pojawia się w publikacjach Europy Środkowej, symbol pochylony w lewo należy do tradycji rosyjskiej; w polskiej literaturze można spotkać każdy z wariantów.

Symbol całki ∫ powstał z minuskuły ſ (tzw. „długiego s”) używanej przez Gottfrieda Leibniza w łacińskim słowie summa, oznaczającym sumę, które pisał on ſumma. Dla funkcji {\displaystyle f\colon [a,b]\to \mathbb {R} } całki Darboux górną {\displaystyle U_{f}} i dolną {\displaystyle L_{f}} oznacza się zwykle odpowiednio symbolami
{\displaystyle {\overline {\int }}\!\!\!\!\!\!\!\int \limits _{a}^{b}f(x)\ \mathrm {d} x,\qquad {\underline {\int }}\!\!\!\!\!\!\!\int \limits _{a}^{b}f(x)\ \mathrm {d} x,}
zaś samą całkę Darboux {\displaystyle D_{f}} oraz całkę Riemanna {\displaystyle R_{f},} dodając przed nimi pierwszą literę nazwiska w nawiasie,
{\displaystyle (\mathrm {D} )\int \limits _{a}^{b}f(x)\ \mathrm {d} x,\qquad (\mathrm {R} )\int \limits _{a}^{b}f(x)\ \mathrm {d} x.}
Ze względu na równoważność tych konstrukcji zwykle mówi się wyłącznie o całce Riemanna, przy czym zwykle pomija się oznaczenie literowe, jeżeli nie prowadzi to do nieporozumień:
{\displaystyle \int \limits _{a}^{b}f(x)\ \mathrm {d} x.}

## Własności

Przedstawienie ciągu sum częściowych Riemanna; liczby w prawym górnym rogu są polami obszaru szarych prostokątów – można zauważyć, że zbiegają one do ustalonej liczby równej całce funkcji.

Niech dla dowolnej funkcji R-całkowalnej {\displaystyle f\colon [a,b]\to \mathbb {R} ,} gdzie {\displaystyle a\leqslant b,} będą dane jej kresy dolny i górny oraz kres górny wartości bezwzględnej:
{\displaystyle m_{f}=\inf _{x\in [a,b]}f(x),\qquad M_{f}=\sup _{x\in [a,b]}f(x)\quad {\text{ oraz }}\quad K_{f}=\sup _{x\in [a,b]}{\big |}f(x){\big |}.}
Wówczas
{\displaystyle m_{f}(b-a)\leqslant \int \limits _{a}^{b}f(x)\ \mathrm {d} x\leqslant M_{f}(b-a),}
skąd też
{\displaystyle \left|\int \limits _{a}^{b}f(x)\ \mathrm {d} x\right|\leqslant K_{f}(b-a),}
zaś dla funkcji {\displaystyle f} spełniającej {\displaystyle f(x)\geqslant 0} dla wszystkich {\displaystyle x\in [a,b]} zachodzi
{\displaystyle \int \limits _{a}^{b}f(x)\ \mathrm {d} x\geqslant 0.}
Całka Riemanna jest operatorem liniowym na przestrzeni funkcji całkowalnych w sensie Riemanna: jeżeli {\displaystyle f,g} są R-całkowalne oraz {\displaystyle c,d\in \mathbb {R} ,} to funkcja {\displaystyle cf+dg} również jest całkowalna w sensie Riemanna i zachodzi
{\displaystyle \int \limits _{a}^{b}cf(x)+dg(x)\ \mathrm {d} x=c\int \limits _{a}^{b}f(x)\ \mathrm {d} x+d\int \limits _{a}^{b}g(x)\ \mathrm {d} x.}

### Podstawowe twierdzenie rachunku całkowego
Jeśli {\displaystyle f} jest całkowalna w sensie Riemanna, to jest ona całkowalna na {\displaystyle [a,x]} dla dowolnego {\displaystyle x\in [a,b],} a funkcja {\displaystyle F\colon [a,b]\to \mathbb {R} } dana wzorem
{\displaystyle F(x)=\int \limits _{a}^{x}f(t)\;\mathrm {d} t}
jest ciągła na {\displaystyle [a,b]} i różniczkowalna w każdym punkcie ciągłości funkcji {\displaystyle f.}

### Twierdzenie Newtona-Leibniza
Jeśli {\displaystyle f} jest ciągła, a {\displaystyle F} jest jej dowolną funkcją pierwotną, to zachodzi wzór Newtona-Leibniza,
{\displaystyle \int \limits _{a}^{b}f(x)\mathrm {d} x=F(b)-F(a).}
Wyprowadzenie wzoru
Pole powierzchni {\displaystyle S} zawarte pomiędzy wykresem funkcji {\displaystyle f} a osią odciętych {\displaystyle OX} na przedziale {\displaystyle [a,b]} dzielimy na {\displaystyle n} równych części, przy czym {\displaystyle n} jest nieskończenie duże, czyli {\displaystyle n\to \infty }. W ten sposób przedział {\displaystyle [a,b]} zostaje podzielony na ciąg złożony z nieskończenie małych odcinków, z których każdy ma tę samą szerokość równą różniczce {\displaystyle dx}. Współrzędne tych odcinków tworzą ciąg: {\displaystyle (x_{0},...,x_{n})}, przy czym {\displaystyle x_{0}=a,\ x_{1}=a+dx,\ x_{2}=a+2dx,\ ...,\ x_{n}=b}. Wynika stąd, że:
{\displaystyle \bigwedge _{k\in \{0,...,n-1\}}x_{k+1}-x_{k}=dx}
W rezultacie otrzymujemy nieskończenie cienkie prostokąty o wymiarach {\displaystyle f(x_{k})\times dx} dla {\displaystyle k\in \{0,...,n-1\}} będące kolejnymi różniczkami pola powierzchni. Definicja pochodnej funkcji {\displaystyle F} w punkcie {\displaystyle x}:
{\displaystyle F'(x)={\frac {F(x+dx)-F(x)}{dx}}}
Dzieląc przedział {\displaystyle [a,b]} funkcji {\displaystyle F} identycznie, jak dla funkcji {\displaystyle f}, powyższą definicję można zapisać następująco:
{\displaystyle \bigwedge _{k\in \{0,...,n-1\}}F'(x_{k})={\frac {F(x_{k+1})-F(x_{k})}{dx}}}
Funkcja pierwotna funkcji {\displaystyle f} to taka funkcja {\displaystyle F}, której pochodną jest funkcja {\displaystyle f}.
{\displaystyle F'(x)=f(x)}
Wynika stąd, że:
{\displaystyle \bigwedge _{k\in \{0,...,n-1\}}f(x_{k})=F'(x_{k})={\frac {F(x_{k+1})-F(x_{k})}{dx}}}
Całkowite pole powierzchni jest więc równe sumie pól powierzchni wszystkich otrzymanych prostokątów.
{\displaystyle S=\sum \limits _{k=0}^{n-1}f(x_{k})dx}
{\displaystyle S=f(x_{0})dx+f(x_{1})dx+...+f(x_{n-2})dx+f(x_{n-1})dx}
{\displaystyle S={\frac {F(x_{1})-F(x_{0})}{\underline {dx}}}{\underline {dx}}+{\frac {F(x_{2})-F(x_{1})}{\underline {dx}}}{\underline {dx}}+...+{\frac {F(x_{n-1})-F(x_{n-2})}{\underline {dx}}}{\underline {dx}}+{\frac {F(x_{n})-F(x_{n-1})}{\underline {dx}}}{\underline {dx}}}
Podkreślone wyrazy, czyli różniczki {\displaystyle dx}, upraszczają się.
{\displaystyle S=[{\underline {F(x_{1})}}-F(x_{0})]+[{\underline {F(x_{2})}}-{\underline {F(x_{1})}}]+...+[{\underline {F(x_{n-1})}}-{\underline {F(x_{n-2})}}]+[F(x_{n})-{\underline {F(x_{n-1})}}]}
Podkreślone wyrazy upraszczają się. Nietrudno jest zorientować się, że tym sposobem uproszczą się wszystkie wyrazy, za wyjątkiem {\displaystyle -F(x_{0})} i {\displaystyle F(x_{n})}. Ostatecznie pole powierzchni jest więc równe:
{\displaystyle S=F(x_{n})-F(x_{0})}
{\displaystyle S=F(b)-F(a)}
W ten sposób otrzymujemy wzór Newtona-Leibniza.

### Charakteryzacja funkcji całkowalnych
Z równoważności konstrukcji funkcja jest całkowalna w sensie Riemanna wtedy i tylko wtedy, gdy jest całkowalna w sensie Darboux; w tej części artykułu funkcje całkowalne na jeden z tych dwóch sposobów będą nazywane po prostu funkcjami całkowalnymi. Niech dana będzie funkcja {\displaystyle f\colon [a,b]\to \mathbb {R} .} Każda funkcja ciągła {\displaystyle f} jest całkowalna; podobnie, gdy {\displaystyle f} jest monotoniczna.
Dokładnego wskazania klasy funkcji całkowalnych można dokonać za pomocą teorii miary; niemniej funkcje te można opisać definiując pojęcie nieodwołujące się do ogólnej teorii: zbiór {\displaystyle E\subseteq \mathbb {R} } nazywa się zaniedbywalnym wtedy i tylko wtedy, gdy można pokryć go (co najwyżej) przeliczalną liczbą dowolnie krótkich odcinków, tzn. dla każdego {\displaystyle \varepsilon >0} istnieje (co najwyżej) przeliczalny ciąg przedziałów {\displaystyle (I_{n})} spełniający {\displaystyle E\subseteq \bigcup \nolimits _{n}I_{n}} oraz {\displaystyle \sum \nolimits _{n}|I_{n}|<\varepsilon .} Przykładami takich zbiorów są np. punkt, tj. zbiór jednoelementowy, dowolne zbiory skończone lub przeliczalne; kontrprzykładami są odcinek, czyli przedział, bądź dowolny niepusty zbiór otwarty.
Twierdzenie: Funkcja ograniczona określona na przedziale domkniętym jest całkowalna wtedy i tylko wtedy, gdy jest prawie wszędzie ciągła, tzn. zbiór jej nieciągłości jest zaniedbywalny.
Zatem jest ona tym bardziej całkowalna, gdy ma (co najwyżej) przeliczalny zbiór nieciągłości; w szczególności, gdy jest ciągła (zob. wyżej). Wprost stąd wynika, że wartość bezwzględna {\displaystyle |f|} funkcji całkowalnej {\displaystyle f} jest również całkowalna. Podobnie (określony punktowo) iloczyn {\displaystyle fg} dwóch funkcji całkowalnych {\displaystyle f,g} również jest funkcją całkowalną. Jeżeli ciąg funkcji całkowalnych {\displaystyle (f_{n})} jest jednostajnie zbieżny do funkcji {\displaystyle f,} to jest ona całkowalna oraz
{\displaystyle \int \limits _{a}^{b}f(x)\ \mathrm {d} x=\lim _{n\to \infty }\int \limits _{a}^{b}f_{n}(x)\ \mathrm {d} x.}

## Całka wielokrotna

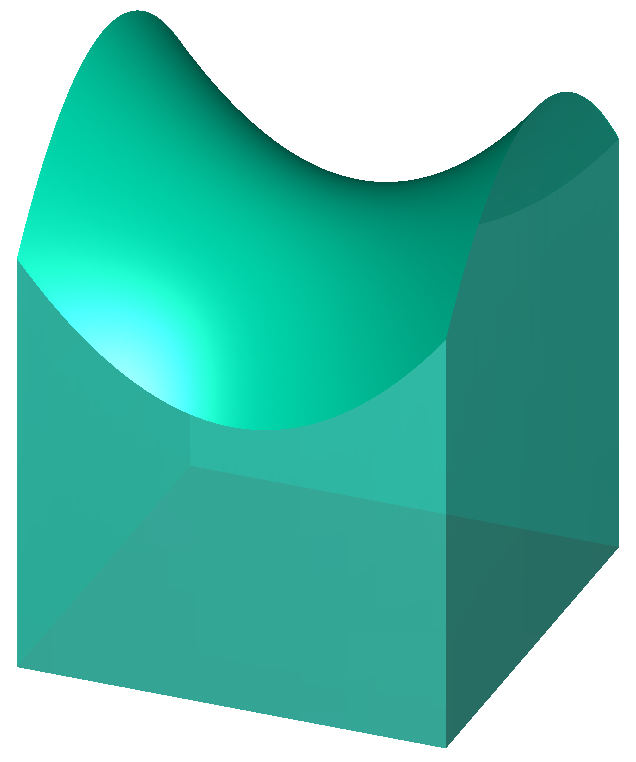
„Objętość pod powierzchnią” jako uogólnienie intuicji „pola pod krzywą”.

## Uogólnienia

Różnica ideowa między całką Riemanna/Darboux a całką Lebesgue’a: w pierwszej wprowadza się podział dziedziny, w drugiej – przeciwdziedziny funkcji.

Jako pierwsza formalnie zdefiniowana, całka Riemanna jest prototypem wszystkich innych całek, choć konstrukcje wielu z nich są daleko bardziej ogólne niż przedstawione wyżej; niemniej zwykle wymaga się, by dane uogólnienie całki dawało dla funkcji całkowalnej w sensie Riemanna/Darboux ten sam wynik co całka Riemanna/Darboux, nazywana dalej po prostu całką Riemanna. Pełniejszą listę całek można znaleźć w osobnym artykule.

### Całka Riemanna-Stieltjesa
Zastąpienie w definicji całki Riemanna końców podprzedziałów danego podziału za pomocą ich obrazów w pewnej funkcji prowadzi do uogólnienia znanego jako całka Riemanna-Stieltjesa; dla dość szerokiej klasy funkcji jest ona równa całce Riemanna, jednak w ogólności może dawać ona różne od niej wyniki. Wykazuje ona duży związek z całkowaniem przez podstawienie znajdując zastosowanie w rachunku prawdopodobieństwa (zbudowanym w oparciu o tę całkę).

### Całki Lebesgue’a, Daniella-Stone’a, Lebesgue’a-Stieltjesa
Ważnym uogólnieniem całki Riemanna jest całka Lebesgue’a, która jest równoważna z tzw. całką Daniella-Stone’a: funkcja całkowalna w sensie Riemanna jest też całkowalna w sensie Lebesgue’a (Daniella-Stone’a), a ponadto wartości obu całek wtedy są równe. Przykładem funkcji, która jest całkowalna w sensie Lebesgue’a (Daniella-Stone’a), a nie jest całkowalna w sensie Riemanna jest funkcja Dirichleta. Dalszym uogólnieniem, łączącym w sobie zalety całki Lebesgue’a i Riemanna-Stieltjesa, jest całka Lebesgue’a-Stieltjesa nazywana również całką Lebesgue’a-Radona lub po prostu całką Radona.

Całka niewłaściwa pozwala na obliczenie pola pod wykresem funkcji nieograniczonej na przedziale ograniczonym i funkcji ograniczonej na przedziale nieograniczonym.

### Całka niewłaściwa
W każdej z powyższych konstrukcji problematyczne bywa całkowanie funkcji na przedziale otwartym, w szczególności gdy funkcja jest nieograniczona przy jednym z jego końców. Mówiąc o całce niewłaściwej, definiowanej jako granica całek określonych na przedziale domkniętym, którego jeden koniec dąży do końca przedziału otwartego, ma się zwykle na myśli uogólnienie całki Riemanna. Niemniej możliwe jest analogiczne uogólnienie całki Lebesgue’a. Rozpatrywanie całki niewłaściwej dla opisanej niżej całki Henstocka-Kurzweila nie ma sensu, gdyż standardowa wersja tej całki daje ten sam wynik, o czym mówi twierdzenie Hake'a. Oddzielnym zagadnieniem całki niewłaściwe są tzw. przedziały niewłaściwe, tzn. których końce nie muszą być liczbami rzeczywistymi.

### Całka Henstocka-Kurzweila
Całka Henstocka-Kurzweila znana również jako całka Denjoy, czy Perrona (albo Denjoy-Perrona) jest pewnym uogólnieniem całki Riemanna o konstrukcji znacząco od niej nieodbiegającej. W ogólności teoria Henstocka-Kurzweila umożliwia całkowanie wszystkich funkcji całkowalnych w sensie Lebesgue’a oraz funkcji całkowalnych w sposób niewłaściwy w sensie Riemanna, co uważane jest za jej główną zaletę. Istnieje drobna modyfikacja całki Henstocka-Kurzweila, znana jako całka McShane’a, która jest równoważna konstrukcji Lebesgue’a – ma ona tym samym wszystkie jej zalety, a jej definicja nie wymaga przy tym ogólnego aparatu teorii miary.